# エキスポタワー
エキスポタワー (Expo Tower) は、大阪府吹田市の万博記念公園にかつて存在した高さ127メートルの展望塔。1970年に開催された日本万国博覧会（大阪万博）のランドマークとして建設された。建設費は8億1302万円。
老朽化が激しく、2002年8月から2003年3月にかけて解体・撤去された。
エキスポタワーは、シンボルタワーとして日本万国博覧会協会が建てたが、万博開幕から解体まで、エキスポランドの付帯施設となっており施設番号はエキスポランド施設を示す800番台の801番だった。

## 特徴
日本庭園入口を北端に、万博美術館・お祭り広場・太陽の塔・万国博協会ビルと、会場内を南北に伸びる都市軸「シンボルゾーン」の南端部海抜65 mの丘に位置する。
一辺10.8 mの正三角形に立てられた垂直に伸びる3本の主柱を中心にした立体トラス構造とし、高さ60 mから85 mの中間部にメタボリズム理論に基づいた直径10 ｍ・重量30 tの大型キャビン4個と、直径7 m・重量20 tの小型キャビン3個からなる当時の未来の住居モデルであった鋼管と球を組み合わせた54面の多面体キャビンを、エレベーターホール・展望室・展示室・貴賓室・機械室・指令室として設置。3本の主柱の中央には分速180 mの30人乗りエレベーターを2基設けたが、囲いを設けなかったために雨水にさらされ傷みやすくなっていた。

## 歴史
1966年10月に展望台を含むランドマーク建設計画が表面化し、当初案では高さ130 mから180 mの回転展望台・ロープウェイ乗降駅を設け、1967年度より着工し開催2年前に完成させ万博開催へ向けての広告塔としての役割を持たせるとした。
その後1967年4月に万博会場計画の立案に携わった丹下健三ら13名の建築家による高さ400 mの案が提出されたが、予算不足から万博協会は難色を示し、代替案として6月に三菱グループが350 mから380 m級の回転展望台付きタワーの建設と会期中の万博協会への無償貸与を申し入れ、万博協会は4月に申し込んだ三菱のパビリオン出展を取り消さないことを条件に受け入れた。
しかし7月の参議院運輸委員会で運輸省が、タワー建設が大阪国際空港の東京方面への上昇経路や小型機旋回地点に重なり離着陸に支障が出ることから、澤雄次航空局長がタワーの高さを180 m級程度とする意向を示し万博協会に190 m以下での建設申し入れを行い、左藤義詮大阪府知事も閉会後の企業広告塔としての利用に難色を示したこともあり、万博協会は建設中止を持ちかけ三菱グループによる計画は取り止めとなった。
1968年3月には万博協会より建築家・菊竹清訓による高さ170 mの四本柱構造の設計案が提示されたものの入札不調に終わり、予算等の関係で3本柱で高さ127 mに縮小し、大成建設を中心とした5社共同企業体により1968年7月に着工し1970年2月に完成。1970年の万博開催当時はタワー全体が銀色に塗装され、展望塔と会場内全体の無線通信の中継アンテナとして用いられた。また出入口周辺の広場にはサービス施設として、食堂8店舗・売店9店舗・写真相談所・ロッカー・案内所・貸出所・便所・管理所・警備員詰所を配置した。
万博閉幕後は赤と白に塗り替えられ、1972年3月15日のエキスポランドの再開園と共にエキスポランドのアトラクションのひとつとして有料で塔に登ることができたが、ランドの敷地から離れた丘の上という立地の悪さから来場者は少なく、1990年9月30日をもって展望塔としての営業を終了し、塔は閉鎖され解体までほぼ放置された。また、携帯電話の基地局としても使われていた。
解体後にはヤノベケンジによりキャビンパネルの一部が現代アート作品「Tower Of Life」として用いられたほか、2010年からは旧鉄鋼館を改装し開業したEXPO'70パビリオンにキャビンパネルの一部や塔頂上に設置されていたキセノン投光器が展示されている。

## その他
- 1970年2月4日にNHK総合で放送されたドキュメンタリー番組『ある人生 万博とび頭』では、タワーの建設を担った鳶職の生き方が描かれた[12]。
- アニメ『とある科学の超電磁砲』第15話に、エキスポタワーに類似した塔が登場するシーンがある。
- 鈴木則文監督の東映映画「女番長ブルース 牝蜂の挑戦」の中に、エキスポタワーが登場するシーンがある。
- 特撮テレビドラマ『仮面ライダー』第7話「死神カメレオン 決斗！万博跡」（1971年5月15日放送）で本郷猛（演・藤岡弘）がタワーの非常階段を上り立花藤兵衛（演・小林昭二）と緑川ルリ子（演・真樹千恵子）を救出しようとするシーンがある。撮影時期が万博終了直後だったためタワーは銀色の塗色で登場していた。